# Barbara Haworth-Attard
Barbara Haworth-Attard (ur. 25 lipca 1953 w Kitchener) – kanadyjska pisarka, twórczyni literatury dla dzieci i młodzieży. 
W 2010 otrzymała nagrodę literacką Arthur Ellis Award (za powieść Haunted).
Mieszka w mieście London w prowincji Ontario.

## Powieści
- The Three Wishbells (1995)
- Dark of the Moon (1995)
- Home Child (1996)
- Truth Singer (1996)
- Buried Treasure (1998)
- Love, Lies, Bleeding (1999)
- Flying Geese (2001)
- Irish Chain (2002)
- Theories of Relativity (2003)
- Dear Canada: A Trail of Broken Dreams (2004)
- Forget-Me-Not (2005))
- A Is For Angst (2007)
- My Life From Air-Bras to Zits (2009)
- Haunted (2009)
- Dear Canada: To Stand on My Own (2010)